# Rezydencja ekonomiczna w Tykocinie
Rezydencja ekonomiczna w Tykocinie (Dworek Administratora) – barokowy dworek w Tykocinie.
Zbudowany został w połowie XVIII wieku z fundacji Jana Klemensa Branickiego. Na bocznych krańcach elewacji frontowej występują ryzality, natomiast w tylnej elewacji alkierze. W 1958 obiekt został wpisany do rejestru zabytków. Współcześnie w budynku mieści się Urząd Miejski.